# Plamen Kralev
Plamen Simeonov Kralev (in bulgaro Пламен Кралев?; Sofia, 22 febbraio 1973) è un pilota automobilistico e imprenditore bulgaro.
È il primo pilota bulgaro a partecipare al campionato FIA di Formula 2 e l'unico pilota bulgaro a competere nella 24 Ore di Le Mans, European Le Mans Series, ADAC GT Masters, International GT Open, FIA European Touring Car Cup, ETCC e Ferrari Challenge. Kralev ha anche partecipato al Campionato Europeo FIA GT3 e alla GP2 Asia Series. Kralev conclude la sua attiva carriera agonistica nel 2018 nel TCR Italy Touring Car Championship con un podio a Misano.

## Biografia
Nel 1999 Kralev si è laureato presso l'Università di Architettura, Ingegneria Civile e Geodesia a Sofia, Bulgaria.
Plamen Kralev è titolare di azienda specializzata nella progettazione e costruzione di immobili di lusso.

## Carriera

### 2003
Plamen Kralev ha debuttato nella sua carriera agonistica nel 2003 nel campionato bulgaro su strada e nello stesso anno è diventato campione della classe X3. Contemporaneamente vince anche il Campionato Nazionale Off-Road in Bulgaria.

### 2007
Kralev ha iniziato la sua carriera internazionale nel 2007 nella serie europea Ferrari Challenge, guidando per il Team Rossocorsa. Nella sua prima stagione Kralev ha ottenuto due vittorie: Hockenheimring e Mugello. A fine stagione si classificò al 11º posto con 112 punti.

### 2008
Nel 2008, Kralev è passato alla Kessel Racing. Ha partecipato sia al Ferrari Challenge che al FIA GT3 European Championship. Lo stesso anno Kralev a partecipato con Niki Cadei ad un evento della ADAC GT Masters posizionandosi al terzo posto nella Gara 2. Nel corso del 2008 Kralev ha ottenuto due vittorie nel Ferrari Challenge e si è classificato quinto a fine stagione. Kralev è arrivato terzo nella gara della Ferrari Challenge World Cup verso la fine della stagione, ma è caduto a causa di problemi alle gomme.
Kralev ha partecipato anche alla prova finale dell'International GT Open a Barcellona con Matteo Cressoni. I due hanno ottenuto il decimo e il quarto posto nelle due gare. Il successo ottenuto in questi due anni lo ha portato a intraprendere la carriera agonistica professionistica.
L'otto settembre 2008 Kralev ha firmato un accordo di cooperazione con l'Agenzia statale per il turismo della Bulgaria per fungere da ambasciatore del paese nel mondo degli sport motoristici. La Ferrari GT3 di Kralev porta la rosa bulgara come promozione turistica.

### 2009
Nel 2009 Kralev divenne il primo bulgaro a partecipare alla gara di durata 24 Ore di Le Mans alla guida della Porsche dell'Endurance Asia Team, ma a causa di un guasto al cambio, dovette fermarsi alla 18ª ora con 186 giri completati. Plamen Kralev rimane l'unico pilota bulgaro ad aver partecipato alla 24 Ore di Le Mans fino ad oggi. Nello stesso anno, è entrato a far parte della GP2 Asia Series nella stagione 2009-10 con il team Trident Racing. Nonostante la mancanza di esperienza nelle corse di Formula, Kralev è riuscito a soddisfare i criteri di idoneità e ha concluso un'intera stagione.

### 2010-2012
Successivamente, Kralev è passato al Campionato FIA di Formula 2 per la stagione 2010, e ha continuato nella serie nel 2011 e nel 2012. Rimane il primo pilota bulgaro ad aver mai gareggiato nel campionato di Formula Due. 
Alla fine della stagione 2012, il Campionato FIA di Formula 2 era stato sciolto e Kralev con esso ha concluso questa fase della sua carriera agonistica.

### 2014
Kralev ha gareggiato parzialmente nella FIA European Touring Car Cup (ETCC) per Engstler Motorsport con la BMW 320si WTCC, per 3 eventi e si è classificato 10° con 14 punti.

### 2017
Plamen Kralev ha iniziato a correre nella FIA European Touring Car Cup (ETCC) e nel TCR Italy Touring Car Championship per questa stagione 2017 con AUDI RS3 LMS. Nel 2017 Plamen Kralev è riuscita a ottenere 6 podi: 2 in ETCC e 4 in TCR.

### 2018
Kralev continua a correre solo nel TCR Italy Touring Car Championship per la stagione 2018 perché la ETCC era stato sciolto alla fine della stagione 2017. Kralev ha saltato il secondo fine settimana di gare al Paul Ricard di questa stagione perché la sua vettura era stata danneggiata durante la prima gara di Imola e non era pronta in tempo. Tornò per il terzo fine settimana di gare a Misano dove c'erano un numero record di 31 vetture in corsa e tuttavia Kralev riuscì comunque ad arrivare al 3º posto nella prima gara ma a causa di una collisione divenne 9° nella seconda gara.

## Risultati

### Sommario
| Anno      | Serie                               | Team                  | Gare  | Vittorie | Pole | Gpv | Podi | Punti | Pos. |
| --------- | ----------------------------------- | --------------------- | ----- | -------- | ---- | --- | ---- | ----- | ---- |
| 2007      | Ferrari Challenge                   | Team Rossocorsa       | 15    | 2        | 2    | ?   | 2    | 112   | 11º  |
| 2008      | FIA GT3 European Championship       | Kessel Racing         | 7/12  | 0        | 0    | 0   | 2    | 0     | NC   |
| 2008      | ADAC GT Masters                     | Kessel Racing         | 2/14  | 0        | 0    | 1   | 1    | 10    | 22º  |
| 2008      | Ferrari Challenge                   | Kessel Racing         | 8     | 3        | 4    | ?   | 5    | 175   | 5º   |
| 2008      | International GT Open - GTA         | Racing Team EdilCris  | 2     | 0        | 0    | 0   | 0    | 4     | 26º  |
| 2009      | International GT Open               | Vittoria Competizione | 6     | 0        | 0    | 0   | 0    | 7     | 43º  |
| 2009      | International GT Open - Super GT    | Vittoria Competizione | 6     | 0        | 0    | 0   | 0    | 0     | NC   |
| 2009      | 24 Ore di Le Mans - GT2             | Endurance Asia Team   | 1     | 0        | 0    | 0   | 0    |       | 11º  |
| 2009      | European Le Mans Series             | JMB Racing            | 1     | 0        | 0    | 0   | 0    | 0     | NC   |
| 2009-2010 | GP2 Asia Series                     | Trident Racing        | 8/8   | 0        | 0    | 0   | 0    | 0     | 33º  |
| 2010      | Campionato FIA di Formula 2         | MotorSport Vision     | 18/18 | 0        | 0    | 0   | 0    | 1     | 20º  |
| 2011      | Campionato FIA di Formula 2         | MotorSport Vision     | 16/16 | 0        | 0    | 0   | 0    | 1     | 23º  |
| 2012      | Campionato FIA di Formula 2         | MotorSport Vision     | 16/16 | 0        | 0    | 0   | 0    | 4     | 17º  |
| 2014      | FIA European Touring Car Cup (ETCC) | Engstler Motorsport   | 6/10  | 0        | 0    | 0   | 0    | 14    | 10º  |
| 2017      | FIA European Touring Car Cup (ETCC) | Kraf Racing           | 9/10  | 0        | 0    | 1   | 2    | 25    | 7º   |
| 2017      | TCR Italy Touring Car Championship  | Kraf Racing           | 10/14 | 0        | 0    | 0   | 4    | 63    | 5º   |
| 2018      | TCR Italy Touring Car Championship  | Kraf Racing           | 4/14  | 0        | 0    | 0   | 1    | 14    | 19º  |